# Сопот (Велес)
Сопот (мкд. Сопот) је насеље у Северној Македонији, у средишњем делу државе. Сопот је насеље у оквиру општине Велес.

## Географија
Сопот је смештен у средишњем делу Северне Македоније. Од најближег града, Велеса, село је удаљено 13 km северно.
Село Сопот се налази у историјској области Повардарје, на месту где Вардар истиче из Таорске клисуре у Велешку котлину. Село је смештено на брегу изнад леве обале Вардара на западу, на приближно 230 метара надморске висине. Северно од села издиже се Градиштанска планина.
Површина сеоског атара простире се на површини од 8,7 km².
Месна клима је измењена континентална са значајним утицајем Егејског мора (жарка лета).

## Становништво
Сопот је према последњем попису из 2002. године имао 15 становника.
Већинско становништво у насељу су етнички Македонци (100%).
Претежна вероисповест месног становништва је православље.

## Привреда
Малобројно становништво, као и људи који повремено долазе у село, баве се повртарством (највише узгајају парадајз и паприке), пчеларством, виноградарством и воћарством, а заступљено је и сточарство.